# O Grande Deus Pã
O Grande Deus Pã (em inglês: The Great God Pan) é uma novela de fantasia e terror de 1894 pelo escritor galês Arthur Machen. Machen foi inspirado a escrever O Grande Deus Pã por suas experiências nas ruínas de um templo pagão no País de Gales. O que viria a ser o primeiro capítulo da novela foi publicado na revista The Whirlwind em 1890. Machen posteriormente estendeu O Grande Deus Pã e foi publicado como um livro ao lado de outra história, "The Inmost Light", em 1894. A novela começa com um experimento para permitir que uma mulher chamada Mary veja o mundo sobrenatural. Isso é seguido por um relato de uma série de acontecimentos misteriosos e mortes ao longo de muitos anos envolvendo uma mulher chamada Helen Vaughan. No final, os heróis confrontam Helen e a forçam a se matar. Ela passa por uma série de transformações sobrenaturais antes de morrer e é revelada como uma entidade sobrenatural.
Na publicação, foi amplamente denunciado pela imprensa como degenerado e horrível por causa de seu conteúdo sexual implícito, e a novela prejudicou a reputação de Machen como autor. A partir da década de 1920, o trabalho de Machen foi reavaliado criticamente e, desde então, O Grande Deus Pã conquistou a reputação de clássico do terror. Os críticos literários têm notado a influência de outros autores do século XIX em O Grande Deus Pã e ofereceram opiniões divergentes sobre se pode ou não ser considerado um exemplo de ficção gótica ou ficção científica. A novela influenciou o trabalho de escritores de terror como Bram Stoker, H. P. Lovecraft, e Stephen King, e foi adaptada para o palco duas vezes.

## Enredo
Clarke concorda, um tanto relutante, em testemunhar um estranho experimento realizado por seu amigo, Dr. Raymond. O objetivo final do médico é abrir a mente de um paciente para que ele possa experimentar o mundo espiritual, uma experiência que ele observa que os antigos chamavam de "ver o grande deus Pã". Ele realiza o experimento, que envolve uma pequena cirurgia cerebral, em uma jovem chamada Mary. Ela acorda da operação impressionada e apavorada, mas rapidamente se torna "uma idiota sem esperança".
Anos depois, Clarke fica sabendo de uma garota bonita, mas sinistra, chamada Helen Vaughan, supostamente orfã, que é enviada por um parente distante para viver com uma família em uma pequena cidade galesa, onde ela teria causado uma série de acontecimentos misteriosos em sua cidade. Ela passa grande parte do tempo na floresta perto de sua casa e leva outras crianças em passeios prolongados ao crepúsculo no campo que perturbam os pais da cidade. Um dia, um menino a encontra "brincando na grama com um 'estranho homem nu'"; o menino fica histérico e mais tarde, depois de ver uma estátua romana da cabeça de um sátiro, fica permanentemente debilitado mentalmente. Helen também forma uma amizade extraordinariamente próxima com uma vizinha, Rachel, a quem ela leva várias vezes para a floresta. Em uma ocasião, Rachel volta para casa perturbada, seminua e divagando. Logo após uma explicação para a mãe que não é revelada ao leitor mas inspira grande repulsa em Clarke, Rachel volta para a floresta e desaparece para sempre. Clarke relata esses eventos em um livro que está escrevendo, intitulado Memórias para Provar a Existência do Diabo.
Anos depois, Villiers encontra seu velho amigo Herbert, que se tornou um andarilho desde a última vez que se encontraram. Quando questionado sobre como ele caiu tão baixo, Herbert responde que foi "corrompido de corpo e alma" por sua esposa. Depois de alguma investigação com Clarke e outro personagem, Austin, é revelado que Helen era a esposa de Herbert, e que um homem próspero morreu "de medo, de terror absoluto e terrível" depois de ver algo na casa de Herbert e Helen. Herbert é mais tarde encontrado morto.
Helen desaparece por algum tempo; segundo rumores, ela passava o tempo participando de orgias perturbadoras em algum lugar das Américas. Ela finalmente retorna a Londres sob o pseudônimo de Sra. Beaumont. Logo depois, um grupo de homens felizes e estáveis em Londres comete suicídio; a última pessoa conhecida por ter estado na presença de cada um deles foi a Sra. Beaumont, com quem eles teriam dormido. Villiers e Clarke, cada um sabendo da verdadeira identidade da Sra. Beaumont, se unem e confrontam Helen em sua casa com uma corda. Eles dizem que ela deve se matar, ou eles vão expô-la. Helen tem uma morte muito anormal, transformando-se entre humano e animal, macho e fêmea, e dividindo-se e reunindo-se, antes de se transformar em uma substância gelatinosa e finalmente morrer.
Um fragmento de um documento cobre os restos de um pilar em homenagem ao deus celta Nodens. A inscrição em latim na coluna diz: "Para o grande deus Nodens (o deus do Grande Profundo ou Abismo), Flavius Senilis ergueu este pilar por causa do casamento pelo qual ele viu abaixo da sombra." O documento diz que os historiadores estão confusos quanto ao que a inscrição se refere. Uma carta do Dr. Raymond para Clarke revela que Helen era filha de Mary, que morreu logo após o nascimento de sua filha. Na carta, Raymond informa a Clarke que Mary ficou grávida depois que seu experimento a levou a ver o deus Pã, o que implica que Pã foi o pai de Helen.

## Plano de fundo

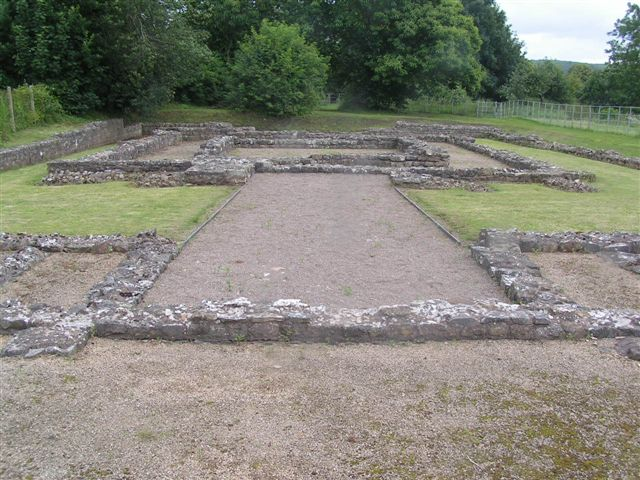
Arthur Machen creditou suas visitas de infância para as ruínas do templo romano em Caerwent (imagem), o qual ele acreditava que estava dedicado ao deus Nodens, como sua inspiração para O Grande Deus Pã.

O fascínio de Machen pelo ocultismo começou depois que ele leu um artigo sobre alquimia em uma edição do periódico Household Words, de Charles Dickens, pertencente a seu pai, um clérigo. Em sua autobiografia de 1922, Far Off Things, Machen escreveu que O Grande Deus Pã foi inspirado pelos tempos em que ele visitou o Usk, um rio galês, e as cidades galesas de Caerleon on the Usk e Caerwent quando menino; todos esses lugares têm sido colonizados pelos romanos. Ele escreveu que "estranhas relíquias" eram frequentemente encontradas em Caerwent do templo em ruínas de "Nodens, deus das profundezas".
Em escrever a novela, ele tentou "transmitir a vaga e indefinível sensação de admiração, mistério e terror que [ele] havia recebido" enquanto visitava aquelas ruínas. Machen sentiu que havia "transliterado [o sentimento] desajeitadamente" em O Grande Deus Pã, elaborando: "Eu traduzi admiração, na pior das hipóteses, em maldade; novamente, digo, sonha-se com fogo e trabalha-se com barro." Dennis Denisoff disse que a decisão de Machen de tornar Helen Vaughan filha de uma mulher galesa e uma figura pagã "é paralela à autoidentidade autoral de Machen como decorrente não apenas de sua ascendência galesa, mas também do mito pagão".
O que agora é o primeiro capítulo da novela foi publicado em 1890 em uma revista chamada The Whirlwind, enquanto o que agora é o terceiro capítulo do livro foi publicado na mesma revista no ano seguinte como um conto independente chamado "The City of Resurrections". Machen só viu as duas obras como conectadas depois de concluídas. Assim que decidiu que as duas histórias estavam conectadas, Machen escreveu o resto de O Grande Deus Pã em uma única noite, exceto pelo capítulo final. Machen não pensou em um final para o conto por meses, e nessa época acreditava que a novela ficaria inacabada para sempre. O último capítulo foi concluído em junho de 1891. Machen enviou a novela para a editora Blackwood, que a rejeitou, considerando-a uma história inteligente que "encolhe[m]...da ideia central". Foi aceito por John Lane e publicado em 1894. Quando publicado como um livro, O Grande Deus Pã foi acompanhado por outro conto de Machen chamado "The Inmost Light" que também apresenta um cientista louco e elementos de ficção científica. A capa do livro foi ilustrada por Aubrey Beardsley.

## Análise

### Gênero
Joe Sommerlad, do The Independent, vê O Grande Deus Pã como uma obra de horror gótico. De acordo com a The Encyclopedia of Science Fiction, a história é "típica do horror vitoriano [ficção científica] mais ou menos na época em que [a ficção científica] estava começando a se desfazer de seus elementos góticos em um gênero separado de terror/fantasia". Aaron Worth escreve que O Grande Deus Pã lembra superficialmente a ficção científica devido à sua descrição do Dr. Raymond como um cientista louco, mas não pode ser visto como um exemplo do gênero, pois postula que o ocultismo é superior à ciência. A novela também foi classificada como literatura decadente, por apresentar características do gênero como "ocultismo, paganismo, erotismo não convencional, diversidade sexual, femme fatale, mortes violentas e estranhas e o investimento simultâneo e em negação de identidades burguesas". Pã também tem sido descrito como literatura de fantasia e como um conto de advertência contra os homens que maltratam as mulheres da mesma forma que Raymond maltratou Mary.

### Influências

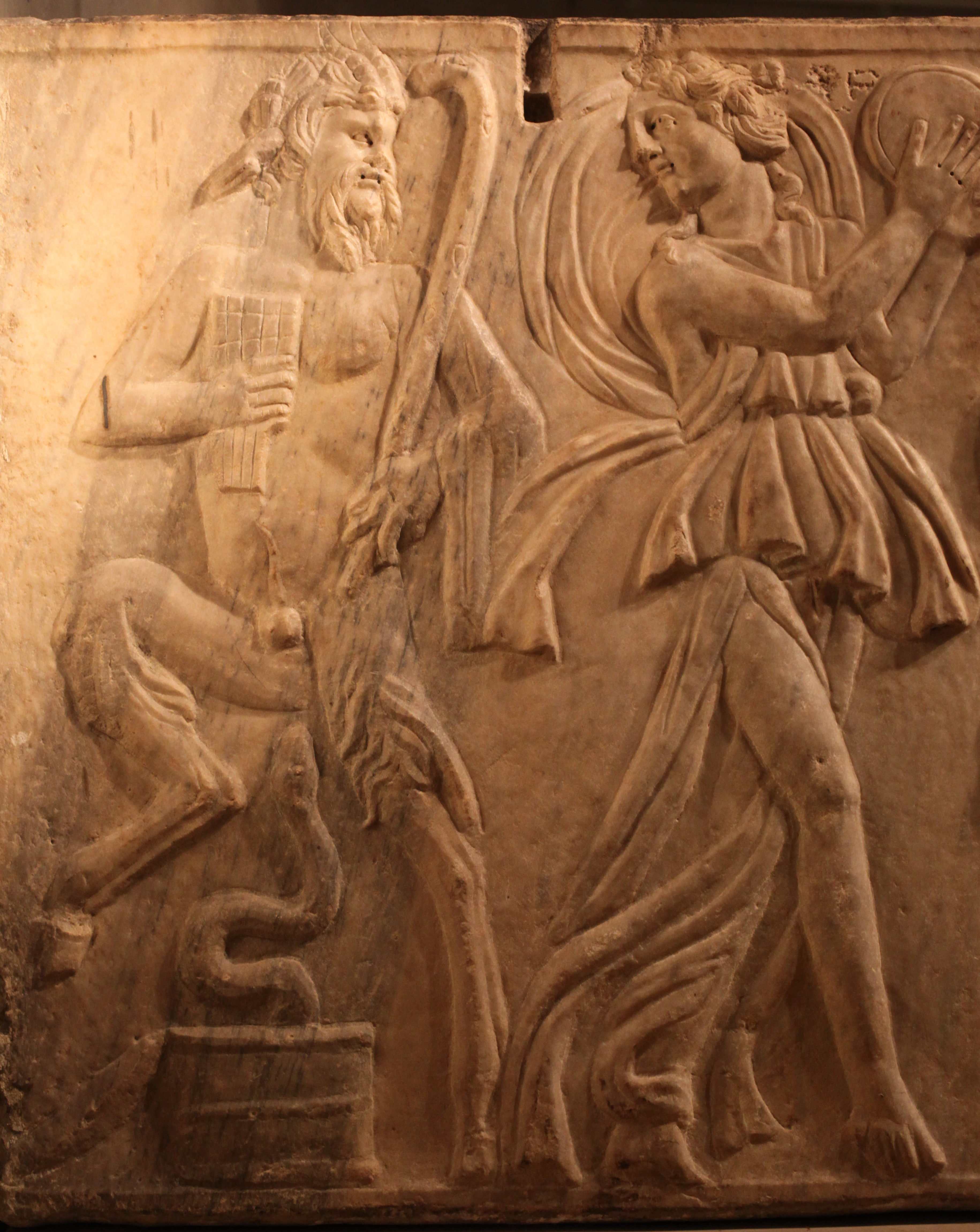
Escultura em relevo do terceiro século de um sarcófago romano mostrando Pã dançando com uma ménade ("mulher louca") tocando um pandeiro

Pã era um antigo deus grego, adorado principalmente na Arcádia, que era associado aos pastores e seus rebanhos e à natureza. Acreditava-se que ele se escondia em cavernas, montanhas e outros locais solitários e isolados. Em algumas histórias, ele infligiu terror súbito a seus inimigos (ou seja, pânico). A frase "o grande Deus Pã" vem de um antigo conto popular grego registrado no De defectu oraculorum de Plutarco (Sobre o Declínio dos Oráculos), que afirma que um marinheiro grego perto da ilha de Paxi durante o reinado do imperador Tibério (governou de 14 a 37 d.C.) ouviu uma voz gritar: "Quando você chegar a Palodes, tome cuidado para tornar conhecido que o grande Deus Pã está morto." Os primeiros comentários cristãos sugeriram que esse evento ocorreu ao mesmo tempo que a morte de Cristo e que a "morte" de Pã representou a transição de um mundo pagão para um mundo cristão.
Esta história teve ressonância particular com o público literário vitoriano. Em 1844, Elizabeth Barrett Browning escreveu seu poema "The Dead Pan", uma adaptação da história de Plutarco que insistia que a literatura cristã adequada deveria abandonar a mitologia grega, com cada estrofe terminando nas palavras "Pan, Pan is dead". Como um membro do movimento decadente, Machen procurou subverter temas tradicionais e transgredir as fronteiras literárias, uma agenda que fez de Pã uma figura particularmente atraente. O título de O Grande Deus Pã parece ter sido derivado especificamente do poema posterior de Browning "A Musical Instrument" (1862), no qual a primeira linha de cada estrofe termina com as palavras "the great god Pan". O uso de Machen de Pã na novela também pode ter sido influenciado pelo ensaio de Robert Louis Stevenson, "Pan's Pipes" (1878) e pelo poema de Algernon Charles Swinburne, "A Nympholept" (1894), no qual Pã é retratado como o "emblema da deliciosa combinação de êxtase e terror."
Em uma revisão da novela para Black Gate, Matthew David Surridge levantou a hipótese de que Machen se inspirou em Frankenstein (1818) de Mary Shelley em sua representação do Dr. Raymond como um cientista louco semelhante a Victor Frankenstein. As obras de Robert Louis Stevenson, especialmente sua novela de 1886, Strange Case of Dr Jekyll and Mr Hyde, estiveram entre as influências mais significativas de Machen ao escrever O Grande Deus Pã. O crítico John Gawsworth também vê a novela de Machen como uma reminiscência das histórias de terror de Edgar Allan Poe e Sheridan Le Fanu. Aaron Worth observou semelhança entre a morte de Helen Vaughan e as teorias do alquimista Thomas Vaughan, que é o homônimo do personagem e a desintegração de Helen lembra o conceito alquímico da prima materia. John C. Tibbetts observa semelhanças entre Helen Vaughan e Ayesha, a sacerdotisa demoníaca sexualmente liberada de She: A History of Adventure (1886), de H. Rider Haggard. Machen escreveu que vários críticos sentiram que os romances À rebours (1884) e Là-bas (1891) de Joris-Karl Huysmans inspiraram O Grande Deus Pã, embora ele não tenha lido nenhum dos livros até que Pã foi publicado. Ao ler os dois romances, Machen concluiu que "meus críticos também não os leram".

### Temas religiosos

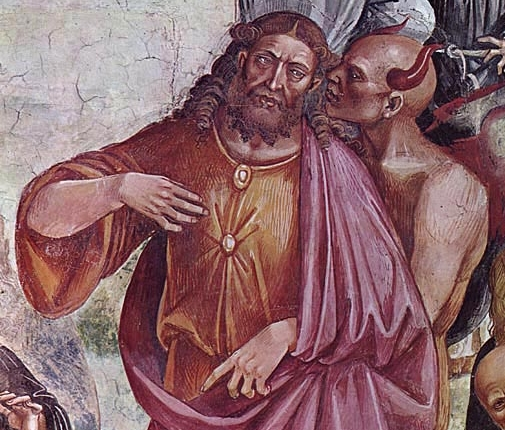
Helen Vaughan e Pã foram respectivamente comparados ao Anticristo (à esquerda) e Lúcifer (à direita).

A novela é característica de um interesse do final do século XIX pelo paganismo em geral e Pã em particular, encontrado nas obras de Florence Farr e Kenneth Grahame. De acordo com o estudioso britânico da literatura moderna Roger Luckhurst, Raymond expressa uma típica visão neoplatônica da realidade em que o verdadeiro objeto de estudo é a revelação de um "mundo espiritual oculto superior". Ele é, portanto, "um ocultista em vez de um cientista materialista".  O neoplatonismo também é comumente considerado como a última escola de filosofia pagã e as opiniões de Raymond, portanto, se relacionam com o tema recorrente da morte de Pã.
A autora Theodora Goss vê O Grande Deus Pã igualando paganismo com irracionalidade e o que Carl Jung chamaria de inconsciente coletivo. O crítico literário Kostas Boyiopoulos lê a história de uma perspectiva judaico-cristã, argumentando que Helen Vaughan incorpora uma "versão feminina de um anticristo", uma perversão de Jesus, bem como a figura de Lilith do mito judaico, com a mãe de Helen, Maria, sendo uma "analogia direta da bíblica Virgem Maria". Matthew David Surridge, de Black Gates, acredita que a história associa paganismo com sexo e feminilidade, enquanto retrata Helen como uma anticristo feminina, uma visão compartilhada por James Goho em Journeys into Darkness: Critical Essays on Gothic Horror (2014). Surridge acrescenta "de outra perspectiva: [Helen] é a ruína do progresso. Em vez de proceder do paganismo ao cristianismo, como a crença vitoriana ortodoxa imaginou o progresso da história, ela é uma reversão do tempo, a vingança do atávico." Seguindo essa ideia, Surridge vê o nome de Maria como uma referência a Maria, mãe de Jesus, e o nome de Helena como uma referência à figura pagã Helena de Tróia. Goho interpreta a história como uma advertência de Machen contra o abandono da "verdadeira religião" e a adoção do paganismo.
Em um ponto da novela, um credo latino é recitado: "Et Diabolus Incarnatus Est. Et Homo Factus Est." ("E o Diabo se encarnou. E se fez homem.") Luckhurst identifica isso como uma reescrita blasfema do Credo Niceno, um antigo credo cristão que inclui a frase: "Pelo poder do Espírito Santo, ele [Jesus] encarnou da Virgem Maria e se fez homem". Goho escreve que a representação de Pã na novela se baseia na mitologia de Lúcifer e nas representações de Pã como "o fetiche do mal e do sofrimento e do perigo e pavor do deserto", ao invés de representações de Pã como um deus brincalhão e inofensivo. Surridge vê as referências do livro a Satã e Nodens como implicando que Satã, Nodens e Pã são o mesmo ser, enquanto Goho conecta a novela ao fato de que os primeiros cristãos associavam Pã ao diabo.

## Recepção crítica

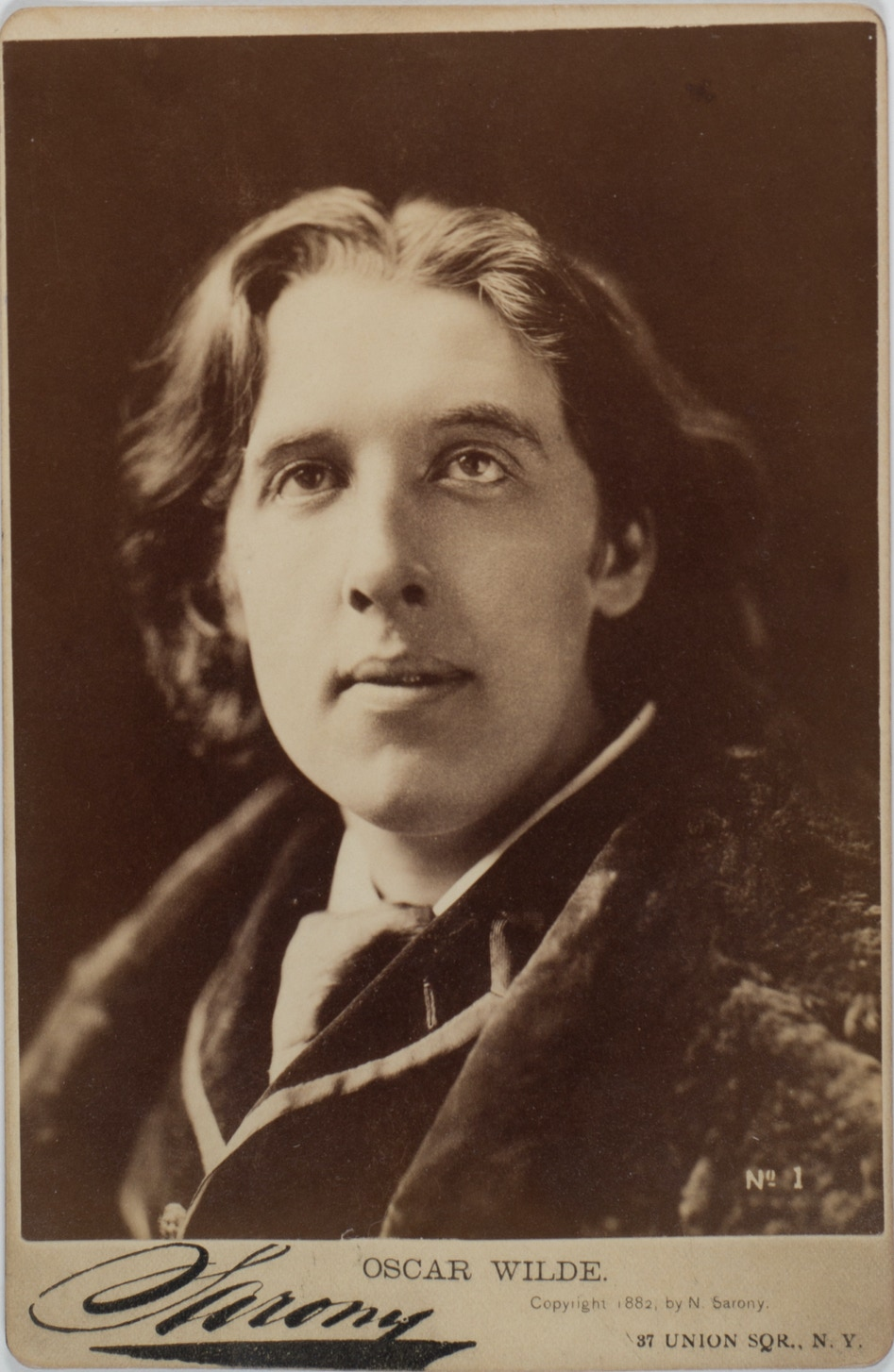
Oscar Wilde elogiou a novela.

A sexualidade implícita de O Grande Deus Pã causou um escândalo em seu lançamento original e prejudicou a reputação de Machen como autor. Revendo a novela para a revista Literary News, Richard Henry Stoddard criticou a história como "muito mórbida para ser a produção de uma mente saudável". A revisão do crítico de arte Harry Quilter sobre o livro, intitulada "The Gospel of Intensity", e publicada na The Contemporary Review em junho de 1895, foi ainda mais dura. Quilter declarou: "'O Grande Deus Pã' é, não hesito em dizer, uma história perfeitamente abominável, na qual o autor não poupou esforços para sugerir repugnância e horror que ele descreve como além do alcance das palavras." Quilter alertou que os livros de Machen eram uma ameaça perigosa para todo o público britânico e que destruiriam a sanidade e o senso de moralidade dos leitores. Quilter passou a atacar o editor da história, John Lane, bem como o próprio Machen: "Por que ele deveria ser autorizado, por causa de algumas libras miseráveis, a lançar em nosso meio essas criações monstruosas de seu cérebro doente?" Quilter acrescentou que obras de ficção como a de Machen deveriam ser unanimemente condenadas por críticos literários e jornais: "Se a imprensa estivesse disposta, poderia erradicar tal arte e ficção em poucos meses: E essa disposição deve ser adquirida, deve mesmo ser executada." Ele foi particularmente duro em sua denúncia de ambiguidade sexual e androginia polimorfa no livro. Ele expressou repulsa pela descrição de Machen sobre a mudança de sexo de Helen imediatamente antes de sua morte e concluiu sua crítica com um comentário de desgosto em relação à "figura nua desagradável de sexo e humanidade duvidosos com a qual o Sr. Aubrey Beardsley prefaciou a história". Uma avaliação positiva da novela veio de Oscar Wilde, que a chamou de "un succès fou".
A reputação literária de Machen foi reavaliada na década de 1920 e O Grande Deus Pã desde então alcançou a reputação de uma obra-prima do terror. Em "Supernatural Horror in Literature" (1926; revisado em 1933), H. P. Lovecraft elogiou a história, dizendo: "Ninguém poderia começar a descrever o suspense cumulativo e o horror final com que cada parágrafo está repleto"; ele acrescentou que "o leitor sensível" chega ao fim com "um estremecimento apreciativo". Lovecraft também observou, no entanto, que "o melodrama está inegavelmente presente e a coincidência é estendida a uma extensão que parece absurda após a análise". Bennet Cerf descreveu a história como uma "obra-prima". Brian Stableford afirmou que O Grande Deus Pã é "o arquétipo da história de horror decadente" e descreveu a história como "altamente original". Stephen King referiu-se a ela como "uma das melhores histórias de terror já escritas. Talvez a melhor da língua inglesa". Elizabeth Hand, do The Washington Post, considerou-o "um dos maiores contos sobrenaturais já escritos". Matthew David Surridge, da Black Gate, disse que O Grande Deus Pã é "uma história fascinante e perturbadora e, apesar de toda a sua influência, não é muito diferente do que posso imaginar. Não é simples, mas é eficaz, mais do que pode ser facilmente ser explicado."
Alguns comentários sobre O Grande Deus Pã se concentraram em seu retrato de mulheres. Surridge vê a novela expressando um medo das mulheres, embora a fonte última do horror na história seja uma divindade masculina. The Encyclopedia of Science Fiction diz que a "metamorfose de Helen...continua sendo uma das mais dramaticamente horríveis e misóginas da ficção". Helen nunca fala no livro; de acordo com Victoria Margree e Bryony Randall em Victorian Gothic: An Edinburgh Companion, "O silêncio da personagem feminina central faz parte da misoginia do texto, mas também parte de seu efeito narrativo." Margree e Randall também veem o destino de Helen como uma punição por sua impropriedade sexual. Dennis Denisoff relaciona a tendência de Machen de tornar suas personagens femininas empoderadas "sexualmente monstruosas" com suas críticas a autores que discutiam o tema dos direitos das mulheres. James Machin defende Machen e O Grande Deus Pã das acusações de misoginia, alegando que o protagonista masculino da história de Machen "The Novel of the White Powder" (1895) se desintegra de uma maneira que lembra Helen Vaughan e com base em que Machen se casou com Amy Hogg, uma mulher que desafiou os limites sexuais de seu tempo.

## Adaptações
Um par de paródias de Pã foi publicado em 1895 – "A Yellow Creeper" de Arthur Rickett e "The Great Pan-Demon" de Arthur Sykes. Ambos sugerem que Machen é um autor de "imaginação limitada", com o último descrevendo-o como um cientista louco lançando literatura degenerada em um público desavisado. O Grande Deus Pã foi levado ao palco em 2008 pela WildClaw Theatre Company em Chicago. Foi adaptado e dirigido pelo diretor artístico da WildClaw, Charley Sherman. A novela Helen's Story (2013), de Rosanne Rabinowitz, reconta a história de O Grande Deus Pã do ponto de vista de Helen Vaughan. Helen's Story foi escrita a partir de uma perspectiva feminista e indicada ao Prêmio Shirley Jackson. O Grande Deus Pã foi adaptado para uma ópera de câmara pelo compositor Ross Crean. Excepcionalmente para um compositor, Crean escreveu o próprio libreto da ópera. Uma gravação da obra foi lançada em 2017. A produção teve sua estreia mundial pela Chicago Fringe Opera em 2018. De acordo com John von Rhein do Chicago Tribune, a encenação de O Grande Deus Pã da Chicago Fringe Opera retrata Helen Vaughan como um símbolo de igualdade de gênero e uma femme fatale maligna.

## Legado

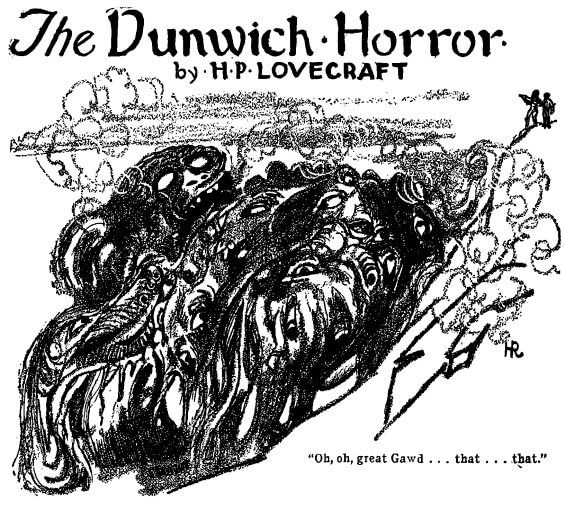
O Grande Deus Pã influenciou obras posteriores da ficção de horror, incluinco "The Dunwich Horror" (1929) por H. P. Lovecraft.

Matthew David Surridge, da Black Gate, disse que O Grande Deus Pã influenciou Drácula (1897) de Bram Stoker, pois ambas as obras apresentam "uma sequência introdutória com um inglês horrorizado em um cenário não inglês; depois, uma variedade de eventos aparentemente desconexos em Londres, a metrópole no coração do Império; depois a descoberta de que todos aqueles eventos são de fato inspirados por uma inteligência maligna e sobrenatural, que o capital racional contemporâneo está ameaçado pelo irracional e arcaico; então uma conclusão equívoca. O medo do sexo, das mulheres, do estrangeiro." John C. Tibbetts observa que tanto Helen Vaughan em O Grande Deus Pã e Lucy Westenra em Drácula são "mulheres demoníacas de sexualidade voraz e maligna". Theodora Goss também observa semelhanças entre a morte de Helen Vaughan na novela de Machen e a morte de Lucy em Drácula. Tibbetts também observa que a representação de Machen de Helen Vaughan como demoníaca e hipersexual pode ter influenciado um personagem semelhante, The Woman of Songs, em The Beetle (1897), de Richard Marsh.
O Grande Deus Pã foi altamente influente no círculo de escritores em torno de H. P. Lovecraft. A estrutura da história de Machen influenciou a estrutura de "O Chamado de Cthulhu" de Lovecraft (1928). A representação de Pã de um monstruoso híbrido meio humano inspirou o enredo de "The Dunwich Horror" de Lovecraft (1929), que se refere à novela de Machen pelo nome. De acordo com o estudioso de Lovecraft, Robert M. Price, "'The Dunwich Horror' é em todos os sentidos uma homenagem a Machen e até mesmo um pastiche. Há pouco na maravilhosa história de Lovecraft que não saia diretamente da ficção de Machen." Pã também inspirou Lovecraft a criar seu personagem Nodens, que aparece com mais destaque em The Dream-Quest of Unknown Kadath (1943).
Clark Ashton Smith foi inspirado por O Grande Deus Pã para escrever sua história "The Nameless Offspring" (1931), que também apresenta uma criança monstruosa nascida de um ser humano e uma entidade sobrenatural. Foi sugerido que o romance de Michael Arlen, Hell! Said the Duchess (1934) é uma paródia de O Grande Deus Pã, já que Arlen foi influenciado pelo trabalho de Machen. O Grande Deus Pã influenciou o romance Ghost Story (1979) de Peter Straub em sua descrição de um monstro metamorfo que aterroriza aqueles que encontra. O próprio Straub frequentemente creditava O Grande Deus Pã como uma grande influência em seu trabalho.
De acordo com os historiadores de cinema Keith McDonald e Roger Clark, o retrato do fauno do diretor de cinema mexicano Guillermo del Toro em seu filme de fantasia sombria de 2006, O Labirinto do Fauno, foi inspirado pelos retratos "ambivalentes e possivelmente perigosos" de Pã nos romances vitorianos e eduardianos, incluindo O Grande Deus Pã de Machen e o Jardim de Pã (1912) por Algernon Blackwood. Del Toro escolheu deliberadamente imitar os faunos mais sombrios e sinistros de Machen e Blackwood, em vez da "figura docemente domesticada" do Sr. Tumnus de O Leão, a Feiticeira e o Guarda-Roupa (1950), de C. S. Lewis. O título original do filme em espanhol é El Laberinto del Fauno (O Labirinto do Fauno), mas o título em inglês Pan's Labyrinth enfatiza a conexão entre o filme de del Toro e o corpo de escritos do final do século XIX sobre Pã, incluindo O Grande Deus Pã.
Stephen King escreveu que sua novela N. de sua coleção de histórias Just After Sunset (2008) é "um riff de O Grande Deus Pã de Arthur Machen.... A minha não é nem de longe [tão] boa [quanto a original], mas adorei a chance de colocar o comportamento neurótico—transtorno obsessivo/compulsivo—junto com a ideia de um macroverso cheio de monstros." King também citou a novela de Machen como uma influência em seu romance Revival (2014). Semelhante a Pã, Revival apresenta um experimento no cérebro de uma jovem que permite que ela veja outro mundo. Josh Malerman disse que O Grande Deus Pã inspirou parcialmente seu romance Bird Box (2014).